# Шелтон (Коннектикут)
Шелтон (англ. Shelton) — місто (англ. city) в США, в окрузі Ферфілд штату Коннектикут. Населення — 40 869 осіб (2020).

## Географія
Шелтон розташований за координатами 41°18′16″ пн. ш. 73°8′21″ зх. д. / 41.30444° пн. ш. 73.13917° зх. д. (41.304515, -73.139041). За даними Бюро перепису населення США в 2010 році місто мало площу 82,63 км², з яких 79,32 км² — суходіл та 3,31 км² — водойми.

## Демографія
Згідно з переписом 2010 року, у місті мешкало 39 559 осіб у 15 325 домогосподарствах у складі 10 893 родин. Густота населення становила 479 осіб/км². Було 16146 помешкань (195/км²).
Расовий склад населення:
| - 90,8 % — білих - 3,9 % — азіатів - 2,4 % — чорних або афроамериканців - 0,1 % — корінних американців - 1,5 % — осіб інших рас |

До двох чи більше рас належало 1,4 %. Частка іспаномовних становила 5,9 % від усіх жителів.
За віковим діапазоном населення розподілялося таким чином: 21,1 % — особи молодші 18 років, 61,5 % — особи у віці 18—64 років, 17,4 % — особи у віці 65 років та старші. Медіана віку мешканця становила 44,4 року. На 100 осіб жіночої статі у місті припадало 94,2 чоловіків; на 100 жінок у віці від 18 років та старших — 92,1 чоловіків також старших 18 років.
Середній дохід на одне домашнє господарство становив 109 160 доларів США (медіана — 86 870), а середній дохід на одну сім'ю — 125 564 долари (медіана — 103 831). Медіана доходів становила 72 987 доларів для чоловіків та 57 860 доларів для жінок. За межею бідності перебувало 5,1 % осіб, у тому числі 5,8 % дітей у віці до 18 років та 4,0 % осіб у віці 65 років та старших.
Цивільне працевлаштоване населення становило 20 903 особи. Основні галузі зайнятості: освіта, охорона здоров'я та соціальна допомога — 25,4 %, виробництво — 12,7 %, роздрібна торгівля — 11,4 %, науковці, спеціалісти, менеджери — 10,9 %.